# Cherry, Cherry
«Cherry, Cherry» es una canción interpretada por el músico estadounidense Neil Diamond. Fue publicada como sencillo en julio de 1966 en los Estados Unidos por Bang Records, y el 2 de septiembre de 1966 en el Reino Unido por London Records.

## Antecedentes
La canción fue grabada entre febrero y marzo de 1966, y originalmente fue concebida como una demostración, arreglada por Artie Butler y producida por Jeff Barry y Ellie Greenwich. Se publicó como un sencillo en 1966, donde Greenwich creó el coro y se puede escuchar como la voz de fondo prominente, acompañada por Jeff Barry. Diamond ha declarado que la canción se inspiró en una relación temprana con una mujer significativamente mayor. El guitarrista de sesión Al Gorgoni (quien luego tocó en «The Sound of Silence» de Simon & Garfunkel y «Brown Eyed Girl» de Van Morrison) contribuyó a la canción.

## Recepción de la crítica
Billboard describió el sencillo como una “producción emocionante [que] presenta un acompañamiento de piano bajo y apoyo coral del trabajo vocal de Diamond”. El crítico de AllMusic, William Ruhlmann, describió «Cherry, Cherry» como “una canción de baile contagiosamente pegadiza y una celebración del amor y la lujuria de los jóvenes”. La revista Rolling Stone calificó a «Cherry, Cherry» como “una de las mejores canciones de tres acordes de todos los tiempos”. Graham Fyfe de Aphoristic Album Reviews la clasificó como la octava mejor canción de Neil Diamond.

## Rendimiento comercial
«Cherry, Cherry» se convirtió en el primer gran éxito de Neil Diamond, alcanzando el puesto #6 tanto en la lista Billboard Hot 100, en octubre de 1966, como en la lista Cashbox. En 1973, se publicó una grabación en vivo de «Cherry, Cherry» como sencillo promocional del álbum en vivo Hot August Night (1972). La versión en vivo alcanzó el puesto #24 en la lista Cashbox y el puesto #31 en la lista Billboard Hot 100. Billboard dijo que “el sonido en vivo y el arreglo de rebote hace que sea casi una canción diferente” de la versión original de estudio.

## Apariciones y uso en otros medios
- La canción apareció en la película How to Make an American Quilt (1995).[10]
- La canción apareció en la película Saving Silverman (2001).[11]
- La canción apareció en la película Anchorman: The Legend of Ron Burgundy (2004).[12]

## Posicionamiento

### Versión de estudio

#### Gráfica semanal
| Gráfica (1966)                     | Pico de posición |
| ---------------------------------- | ---------------- |
| Australia (Kent Music Report)      | 40               |
| Canadá (RPM Top Singles)           | 8                |
| Estados Unidos (Billboard Hot 100) | 6                |
| Estados Unidos (Cashbox Top 100)   | 6                |

#### Gráfica de fin de año
| Gráfica (1966)                     | Pico de posición |
| ---------------------------------- | ---------------- |
| Estados Unidos (Billboard Hot 100) | 75               |
| Estados Unidos (Cashbox Top 100)   | 56               |

### Versión en vivo
| Gráfica (1973)                                | Pico de posición |
| --------------------------------------------- | ---------------- |
| Australia (Kent Music Report)                 | 52               |
| Canadá (RPM Top Singles)                      | 40               |
| Canadá (RPM Adult Contemporary)               | 44               |
| Estados Unidos (Billboard Hot 100)            | 31               |
| Estados Unidos (Billboard Adult Contemporary) | 19               |